# هاري لاك
هاري لاك (بالإنجليزية: Harry Lake)‏ هو سياسي نيوزلندي، ولد في 29 سبتمبر 1911 في كرايستشرش في نيوزيلندا، وتوفي في 21 فبراير 1967 في ويلينغتون في نيوزيلندا. حزبياً، نشط في الحزب الوطني في نيوزيلندا. وقد انتخب وزير المالية ‏ (12 ديسمبر 1960 – 21 فبراير 1967) وانتخب عضو مجلس النواب النيوزيلندي.